# Carl von der Heydt

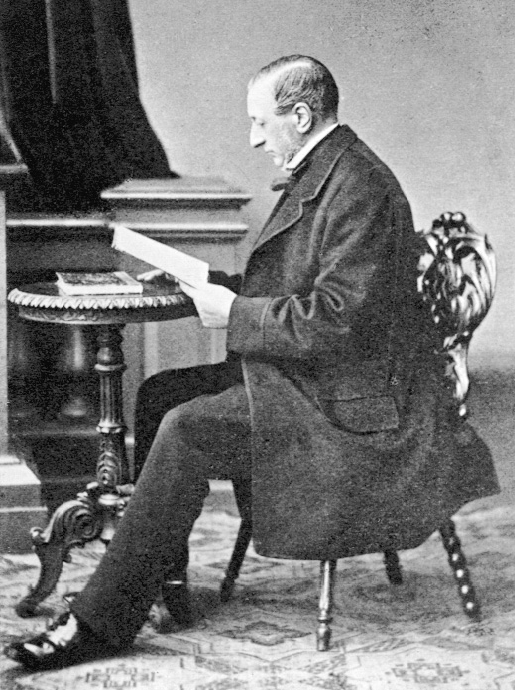
Carl von der Heydt

Carl von der Heydt (* 17. November 1806 in Elberfeld (heute Stadtteil von Wuppertal); † 31. Dezember 1881 in Bad Godesberg) war ein deutscher Bankier und Bibelübersetzer.

## Leben
Er stammte aus der Elberfelder Bankiersfamilie von der Heydt und war ein Sohn von Daniel Heinrich von der Heydt und der Mutter Wilhelmine (geb. Kersten). Seine Brüder waren August und Daniel von der Heydt. Er selbst heiratete 1828 Juli Simons, die Tochter von Winand Simons. 
Nach der schulischen Ausbildung in Elberfeld trat er in das familieneigene Bankhaus von der Heydt-Kersten & Söhne ein. Teilhaber war er seit 1829. Er blieb bis zu seinem Tod Miteigentümer. In seine Zeit fiel die Hinwendung zur Industriefinanzierung. Er war daher auch Mitglied von Aufsichtsräten verschiedener Aktiengesellschaften. Er gehörte von 1854 bis 1866 dem rheinischen Provinziallandtag an.
Carl von der Heydt war streng reformiert und war Verfasser theologischer Texte. Er hatte sogar 1852 eine Übersetzung des Neuen Testaments aus dem Griechischen vorgelegt und gehörte dem Presbyterium der reformierten Gemeinde in Elberfeld an. Im Streit um die preußische Union gehörte er wie sein Bruder Daniel von Heydt zu denjenigen Elberfelder Gemeindegliedern, die die reformierte Gemeinde verließen und die freie niederländisch-reformierte Gemeinde mitgründeten. Auch in dieser war er Presbyter. Als Carls Sohn Friedrich von der Heydt sich durch ein angeblich zu weltliches Verhalten, er hatte ein Konzert besucht, der massiven Kritik der Gemeinde ausgesetzt sah, trat Carl von der Heydt mit seiner Familie aus der Gemeinde aus. In der Folge brach sein Bruder Daniel jeglichen Kontakt zu ihm ab und trat aus der Bank aus.
1861 erwarb von der Heydt das Haus an der Redoute in Bad Godesberg, das zuvor bereits im Besitz seines Vaters war.
Carl von der Heydt wurde der Ehrentitel eines geheimen Kommerzienrates verliehen. Er war Träger des Roten Adlerordens 4. Klasse, des Kronenordens 3. und 2. Klasse. An Carl von der Heydt und seine Brüder erinnert der Von-der-Heydt-Turm in Wuppertal-Elberfeld.